# Andrena rubrotincta
Andrena rubrotincta är en biart som beskrevs av Linsley 1938. Andrena rubrotincta ingår i släktet sandbin, och familjen grävbin. Inga underarter finns listade i Catalogue of Life.